# Robbie Koenig
Robbie Koenig (* 5. Juli 1971 in Durban) ist ein ehemaliger südafrikanischer Tennisspieler.

## Leben
Koenig wuchs in einer tennisbegeisterten Familie auf und begann im Alter von fünf Jahren mit dem Tennisspiel. Sein Onkel Gaetan Koenig hatte 1960 für das südafrikanische Davis-Cup-Team gespielt und war 1957 in die zweite Runde der French Open eingezogen. Ab 1991 spielte er zunächst auf Satellite-Turnieren und konnte beim Challenger-Turnier von Johannesburg sein erstes Match gewinnen. Im Jahr darauf wurde er Tennisprofi und erreichte die dritte Runde des ATP-Turniers in Washington. Durch diesen Erfolg erreichte er mit Position 262 seine höchste Einzelnotierung in der Tennisweltrangliste. Zudem stand er mit dem Schweden Douglas Geiwald das Doppelfinale des Challenger-Turniers von Dublin. Seinen ersten Doppeltitel auf der Challenger-Tour gewann er 1996 in Aachen. 1999 stand er in St. Pölten erstmals im Finale eines ATP-Turniers, erst 2002 konnte er in Taschkent seinen ersten Titelgewinn feiern, gefolgt von einem weiteren Turniersieg in Kitzbühel. Insgesamt konnte er im Lauf seiner Karriere fünf ATP-Doppeltitel erringen, weitere sechs Mal stand er in einem Finale. Seine höchste Notierung auf der Doppel-Weltrangliste war Position 28 im Jahr 2003.
Im Einzel konnte er sich nie für ein Grand-Slam-Turnier qualifizieren, in der Doppelkonkurrenz war sein bestes Ergebnis das Halbfinale der US Open 1998 an der Seite von John-Laffnie de Jager. Im Mixed erreichte er 2001 mit Meghann Shaughnessy das Halbfinale der Australian Open, im darauf folgenden Jahr stand er mit Els Callens im Halbfinale von Wimbledon und den US Open.
Koenig spielte zwischen 2002 und 2003 drei Doppelpartien für die südafrikanische Davis-Cup-Mannschaft. Alle drei Partien konnte er jeweils an der Seite von wechselnden Partnern gewinnen. Für die Olympischen Sommerspiele 2004 entschloss sich das Nationale Olympische Komitee von Südafrika kein Doppel zu melden, obwohl die gemeinsame  Weltranglistenposition von Koenig und Chris Haggard eine Teilnahme hätte ermöglichen können.
Robbie Koenigs Sohn Luc Koenig ist ebenfalls Tennisspieler.

## Erfolge
| Legende                           |
| Grand Slam                        |
| Tennis Masters Cup                |
| ATP Masters Series                |
| ATP International Series Gold (1) |
| ATP International Series (4)      |

| Titel nach Belag |
| Hartplatz (1)    |
| Sand (4)         |
| Rasen (0)        |
| Teppich (0)      |

### Doppel

#### Turniersiege
| Nr. | Datum             | Turnier     | Belag     | Partner          | Finalgegner                    | Ergebnis       |
| --- | ----------------- | ----------- | --------- | ---------------- | ------------------------------ | -------------- |
| 1.  | 22. Juli 2002     | Kitzbühel   | Sand      | Thomas Shimada   | Lucas Arnold Ker Àlex Corretja | 7:63, 6:4      |
| 2.  | 9. September 2002 | Taschkent   | Hartplatz | David Adams      | Raemon Sluiter Martin Verkerk  | 6:2, 7:5       |
| 3.  | 6. Januar 2003    | Auckland    | Hartplatz | David Adams      | Tomáš Cibulec Leoš Friedl      | 7:65, 3:6, 6:3 |
| 4.  | 18. August 2003   | Long Island | Hartplatz | Martín Rodríguez | Martin Damm Cyril Suk          | 6:3, 7:64      |
| 5.  | 16. August 2004   | Washington  | Hartplatz | Chris Haggard    | Travis Parrott Dmitri Tursunow | 7:63, 6:1      |

#### Finalteilnahmen
| Nr. | Datum              | Turnier    | Belag     | Partner               | Finalgegner                      | Ergebnis         |
| --- | ------------------ | ---------- | --------- | --------------------- | -------------------------------- | ---------------- |
| 1.  | 17. Mai 1999       | St. Pölten | Sand      | Brent Haygarth        | Andrew Florent Andrei Olchowski  | 7:5, 4:6, 5:7    |
| 2.  | 7. Februar 2000    | Dubai      | Hartplatz | Peter Tramacchi       | Jiří Novák David Rikl            | 2:6, 5:7         |
| 3.  | 11. September 2000 | Taschkent  | Hartplatz | Marius Barnard        | Justin Gimelstob Scott Humphries | 3:6, 2:6         |
| 4.  | 17. September 2001 | Shanghai   | Hartplatz | John-Laffnie de Jager | Byron Black Thomas Shimada       | 2:6, 6:3, 5:7    |
| 5.  | 25. Februar 2002   | San José   | Hartplatz | John-Laffnie de Jager | Wayne Black Kevin Ullyett        | 3:6, 6:4, [5:10] |
| 6.  | 21. April 2003     | Barcelona  | Sand      | Chris Haggard         | Bob Bryan Mike Bryan             | 4:6, 3:6         |